# Ист Хемптон (Конектикат)
Ист Хемптон (енгл. East Hampton) насељено је место без административног статуса у америчкој савезној држави Конектикат.

## Демографија
По попису из 2010. године број становника је 2.691, што је 437 (19,4%) становника више него 2000. године.
| Група             | 2000.         | 2010.         |
| Белци             | 2.196 (97,4%) | 2.494 (92,7%) |
| Афроамериканци    | 18 (0,8%)     | 33 (1,2%)     |
| Азијати           | 13 (0,6%)     | 17 (0,6%)     |
| Хиспаноамериканци | 15 (0,7%)     | 90 (3,3%)     |
| Укупно            | 2.254         | 2.691         |